# Furgoneta de ejecución
Una furgoneta de ejecución es un vehículo en el que se ejecuta a los presos mediante inyección letal. El vehículo está equipado con una cámara de ejecución con una cama que sujeta físicamente a los presos mientras se administran las inyecciones letales. Los furgones de ejecución se utilizan en la República Popular China desde 2003.

## Historia
En la República Popular China, las inyecciones letales se legalizaron en 1997. Las inyecciones letales son ahora la forma más importante de pena capital en China y en algunas provincias, son la única forma legal de pena de muerte. Las autoridades de Yunnan autorizaron el uso de furgones de ejecución en marzo de 2003, y la provincia desplegó 18 furgones ese mismo año. Zhao Shijie, presidente del Tribunal Superior Provincial de Yunnan, declaró: «El uso de la inyección letal demuestra que el sistema de pena de muerte en China se está volviendo más civilizado y humano». Amnistía Internacional expresó su preocupación por la posibilidad de que el uso de furgones de ejecución pudiera incrementar el número de ejecuciones. El Tribunal Supremo Popular animó a las provincias a adoptar furgones de ejecución en diciembre de 2003.
La empresa Jinguan de Sichuan convierte los autobuses Toyota en vehículos de ejecución. Ella quiere patentar el dispositivo. El autobús cuenta con tapicería de cuero, equipo de música y un pequeño refrigerador. Otro modelo lo ofrece el fabricante de automóviles chino Golden Dragon, que también se convierte en Sichuan. Los fabricantes de furgones de ejecución afirman que, si bien son caros de adquirir, resultan más económicos para las localidades pobres que construir instalaciones de ejecución en cárceles y juzgados. Según el fabricante, debido al alto coste de un autobús de este tipo, la demanda no es muy alta, pero sí constante. En 2004, había 19 autobuses en uso en varias provincias chinas.
En 2006, el exjuez chino y actual abogado Qiu Xingsheng argumentó que «algunos lugares no pueden permitirse el coste de enviar a una persona a Pekín —quizás 250 dólares— más 125 dólares adicionales por el fármaco». Dado que Pekín es el único lugar donde se fabrica el fármaco, los furgones han permitido que las localidades administren la pena de muerte donde se cometió el delito. Hasta junio de 2006, tres empresas, incluida Jinguan, habían fabricado 40 furgones de ejecución en Jiangsu y Shandong. Naveco también ha fabricado furgones de ejecución, según Amnistía Internacional. Las ejecuciones se registran para que las autoridades puedan garantizar que se lleven a cabo legalmente. En 2009, la compañía Jinguan dijo que estaba lista para vender estos coches fuera de la República Popular China, si aparecían compradores.

## Extracción de órganos
Los autobuses de ejecución tienen otro efecto, deseable desde el punto de vista del gobierno chino: “El personal médico puede extraer directamente los órganos de los ejecutados ”. Esta práctica es común en la República Popular China y es muy criticada a nivel internacional. “El gobierno de Pekín insiste en que la sustracción de órganos se realiza con el consentimiento de los presos y sus familias”. En realidad, no suele ser así, contradice Amnistía Internacional.

## Tecnología
Desde fuera los vehículos parecen ambulancias. Los presos son atados a una camilla en el autobús y luego les inyectan un cóctel letal de veneno. El procedimiento queda grabado en vídeo. En la parte trasera del vagón, separada por una pared insonorizada, hay bancos para el fiscal y el juez desde donde pueden seguir los acontecimientos a través de una pantalla. Hay un escritorio con computadora disponible para la secretaria. La cámara de ejecución propiamente dicha está acondicionada de forma clínicamente fría. La cama de ejecución portátil con el delincuente ya inmovilizado es empujada a través de la puerta trasera del automóvil hacia un marco de acero plegable. Junto a ella hay cuatro sillas plegables para el personal de vigilancia. En la zona de trabajo del verdugo, entre la cama y el tabique, hay un armario de herramientas, un pequeño fregadero y una nevera portátil. El veneno se almacena en él. La inyección letal se atornilla a una barra a la que se ata el brazo del condenado. El verdugo sólo tiene que pulsar un botón.

## Ejecuciones notables
El 22 de diciembre de 2003, el líder del crimen organizado, Liu Yong, fue ejecutado en un furgón de ejecución. El 17 de marzo de 2006, el multimillonario Yuan Baojing fue ejecutado en una camioneta por el asesinato organizado de un chantajista.